# Chthonius kabylicus
Chthonius kabylicus är en spindeldjursart som beskrevs av Giuliano Callaini 1983. Chthonius kabylicus ingår i släktet Chthonius och familjen käkklokrypare. Inga underarter finns listade i Catalogue of Life.